# Ady Gil
«Ady Gil» (ранее «Earthrace») — 24-метровый тримаран c волнопронизывающим корпусом, первоначально созданный в рамках проекта по установлению мирового рекорда по кругосветному плаванию на моторной лодке. Судно, работающее на биодизельном топливе, также могло работать на обычном дизельном топливе. В нём использовались и другие экологически чистые технологии, такие как смазочные материалы на базе растительного масла, композиты из конопли, нетоксичные противообрастающие средства, а также такие функции, как фильтры для трюмной воды.
Первая попытка установить мировой рекорд кругосветного плавания в 2007 году оказалась неудачной. На лодке несколько раз возникали механические проблемы. Она столкнулась с гватемальским рыболовецким судном, на котором в результате погиб один из членов экипажа. Хотя экипаж «Earthrace» позже был освобождён от какой-либо ответственности, задержка вынудила отложить попытку установления рекорда. В 2008 году второе путешествие оказалось успешным, хотя снова пришлось преодолеть многочисленные технические проблемы, прежде чем был установлен рекорд. Судно вернулось в Сагунто (Испания) спустя чуть менее 61 дня 27 июня 2008 года.
В конце 2009 года было объявлено, что лодка, теперь перекрашенная в чёрный цвет и получившая название «Ady Gil» (в честь израильского зоозащитника), будет участвовать в операциях по борьбе с китобойным промыслом под руководством общества «Sea Shepherd». Во время операций в Южном океане «Ady Gil» и японское судно поддержки китобойного промысла «MV Shonan Maru 2» столкнулись 6 января 2010 года, в результате чего «Ady Gil» потерял носовую часть, а один член экипажа был ранен. Каждая сторона обвинила другую в столкновении, и правительственные учреждения начали расследование инцидента. Экипаж «Ady Gil» был снят с повреждённого судна, спасательная операция была прекращена, а судно затонуло на следующий день.

## Проект

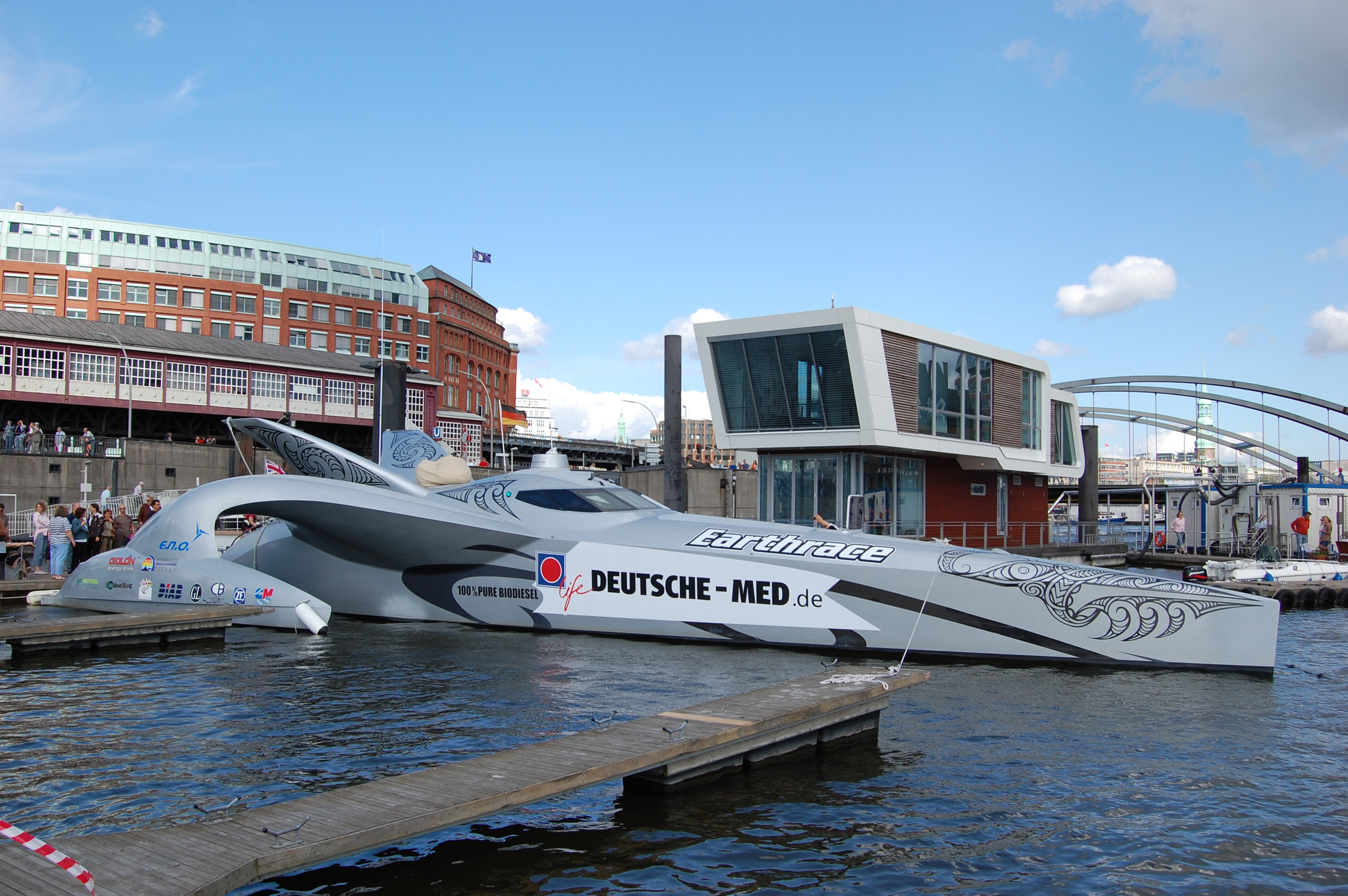
«Ady Gil» в порту Гамбурга

Судно было спроектировано компанией LOMOcean Design (ранее именовавшаяся «Craig Loomes Design Group Ltd.») и построено компанией «Calibre Boats» в Окленде (Новая Зеландия). Конструкция тримарана, пронизывающего волны, позволила повысить скорость и устойчивость. Лодка была полностью погружаемой, способной преодолевать 15-метровые волны и погружаться на 7 м под воду. Корпус был составлен из композитного углеродного волокна и кевлара с нетоксичной противообрастающей краской.
Судно приводилось в действие двумя двигателями «Cummins Mercruiser» мощностью 540 лошадиных сил, которые работали на биодизельном топливе из смеси животного жира и растительного масла. Они могли работать на дизельном топливе, биодизельном топливе или различных смесях. Для охлаждения и подачи свежего воздуха в двигатели имелись два высоко выступающих воздухозаборника. Сдвоенные гребные винты были установлены под основным корпусом, в то время как рули были установлены в понтонах. Такая конструкция обеспечивала хороший разворот на скорости, но ограничивала манёвренность на скоростях ниже 12 узлов. Несмотря на то, что судно спроектировано как «эко-лодка», математик Дэвид МакКей подсчитал, что оно потребляет значительно больше энергии на пассажиро-километр, чем гидроцикл или лайнер RMS Queen Elizabeth 2.
Стоимость в 2,5 миллиона долларов была в основном покрыта спонсорами, и единственным предметом роскоши на борту был туалет стоимостью 10 000 долларов. Когда его спросили: «Сожалеете о стоимости всего этого?» шкипер Пит Бетьюн ответил: «Нет … Знаете ли, у меня действительно самая крутая лодка в мире».

## Попытки установления рекорда
«Earthrace» был призван продемонстрировать экологически чистые технологии. Он побил мировой рекорд по кругосветному плаванию на моторной лодке, завершив плавание за 60 дней 23 часа 49 минут. Предыдущий рекорд составлял 74 дня 20 часов 58 минут и был установлен «Cable and Wireless Adventurer» (затем «Ocean 7 Adventurer») в 1998 году и был хуже на 13 дней 21 час 9 минут. Неясно, было ли кругосветное плавание быстрее, чем спорное время, показанное атомной подводной лодкой ВМС США USS Triton во время операции Sandblast. Время, показанное «Earthrace», не превзошло общий рекорд, установленный 31-метровым парусным тримараном IDEC Sport под руководством Франка Каммаса (48 дней 7 часов 44 минуты 52 секунды), или последний рекорд 2012 года, установленный «Banque Populaire V», 40-метровым тримараном под командованием Лоика Пейрона (45 дней 13 часов 42 минуты 53 секунды).

### 2007 год
Судно отправилось из Барбадоса 10 марта 2007 года, но столкнулось со значительными задержками, включая проблемы с гребными винтами.
Проблема с неработающим двигателем вызвала 8-дневную задержку. В ночь на 19 марта 2007 года, находясь примерно в 22 километрах от побережья Гватемалы, Earthrace столкнулся с местной рыбацкой лодкой. Никто из экипажа «Earthrace» не пострадал, но один из трёх членов экипажа с рыболовецкого судна так и не был найден. Экипаж был освобождён от какой-либо ответственности после 10-дневного расследования, в течение которого они содержались под стражей. Задержки помешали «Earthrace» завершить кругосветное плавание в рекордно короткие сроки. Поэтому команда решила «перезапустить» попытку с новой линии старта / финиша. Они отправились из Сан-Диего 7 апреля 2007 года и должны были вернуться к 21 июня, чтобы побить рекорд. Однако попытка была прекращена 31 мая 2007 года после того, как вскоре после выхода из Малаги (Испания) в корпусе была обнаружена трещина.
Биотопливо поступало от широкого круга поставщиков и вырабатывалось из различных сельскохозяйственных культур. Однажды Бетьюну пришлось вернуться к обычному дизельному топливу из-за отсутствия биотоплива.

### 2008 год
После ремонта на верфи «Vulkan» в порту Сагунто 27 апреля 2008 года в 14:35 (центральноевропейское время) началась вторая попытка установить рекорд. На борту находились Роб Дрюэтт (оператор), Адам Карлсон (штурман), Марк Рассел (инженер) и Бетьюн (шкипер/владелец). Маршрут для второй попытки установления мирового рекорда и расчётное время для каждого этапа были следующими:
- Сагунто (Испания) — Азорские острова: 3 дня;
- Азорские острова — Пуэрто-Рико: 3 дня;
- Пуэрто-Рико — Панама: 3 дня;
- Панама — Мансанильо (Мексика): 3 дня;
- Мансанильо — Сан-Диего: 3 дня;
- Сан-Диего — Гавайи: 5 дней;
- Гавайи — Маджуро (Маршалловы Острова): 5 дней;
- Маджуро — Корор (Палау): 5 дней;
- Корор — Сингапур: 5 дней;
- Сингапур — Кочин (Индия): 5 дней;
- Кочин — Салала (Оман): 4 дня;
- Салала — Суэцкий канал (Египет): 4 дня;
- Суэцкий канал — Сагунто: 4 дня.

Через два дня после отплытия у лодки возникли проблемы с автопилотом, а 30 апреля заблокировался подъёмный насос двигателя правого борта. Тем не менее лодка прибыла на Азорские острова с небольшим опережением графика и все технические проблемы были решены.
Следующие два этапа прошли без каких-либо серьёзных проблем, и экипажу удалось обойти большое скопление судов в Панамском канале. На 22-й день, примерно на полпути к Гавайям, сильная вибрация заставила их остановиться. Оказалось, что на один из корпусов намоталась нейлоновая сетка, и её пришлось снять.
Вскоре после выхода из Палау на 34-й день «Earthrace» столкнулся с подводными обломками, которые срезали две лопасти с левого гребного винта и погнули приводной вал. Это потребовало возвращения на Палау для оценки ущерба и разборки корпуса. Затем лодка продолжила движение в Сингапур на одном двигателе, в то время как были запущены планы по изготовлению нового приводного вала и приобретению другого гребного винта. В Сингапуре «Earthrace» был поднят из воды и ремонт был произведён на причале в рекордно короткие сроки.
На 48-й день экипаж страдал от жары, высокой влажности и тепловой сыпи. В это время они также столкнулись с муссонном, и их скорость значительно снизилась из-за высоких волн. Шторм продолжался до самого Омана и до самого входа в Красное море. На этом участке был повреждён транспондер лодки, и морской трекер перестал работать. На 56-й день, по пути в Порт-Суэц, вышел из строя подъёмный насос, что ограничило их скорость до 16 узлов. Для его замены потребовалось три часа.
27 июня 2008 года, «Earthrace» установила новый мировой рекорд по кругосветному плаванию, когда пересекла финишную черту в 14:24 по центральноевропейскому времени в Сагунто (Испания).